# Persone di nome Jason
| Questa pagina contiene informazioni ricavate automaticamente dalle voci biografiche con l'ausilio del template Bio e di un bot. L'aggiornamento è periodico e automatico e ricostruisce completamente la pagina. Se manca una persona in questa lista, sei pregato di non aggiungerla, ma accertati piuttosto che la sua voce biografica contenga il template Bio e che i dati anagrafici siano correttamente compilati. Se il template Bio manca, inseriscilo tu stesso o, in alternativa, metti l'avviso {{tmp\|Bio}} che ne segnala la mancanza. Se i dati riportati sono sbagliati, correggi direttamente la voce biografica; le modifiche saranno visibili in questa lista entro pochi giorni. Per chiarimenti vedi il progetto antroponimi. La lista contiene solo le 410 persone che sono citate nell'enciclopedia e per le quali è stato implementato correttamente il template Bio. Pagina aggiornata al 6 ago 2025. |

Questa è una lista di persone presenti nell'enciclopedia che hanno il nome Jason, suddivise per attività principale.

## Allenatori di calcio(8)
- Jason Beckford, allenatore di calcio e ex calciatore inglese (Moss Side, n. 1970)
- Jason Euell, allenatore di calcio e ex calciatore britannico (Londra, n. 1977)
- Jason Kreis, allenatore di calcio e ex calciatore statunitense (Omaha, n. 1972)
- Jason Oost, allenatore di calcio e ex calciatore olandese (L'Aia, n. 1982)
- Jason Puncheon, allenatore di calcio e ex calciatore inglese (Croydon, n. 1986)
- Jason Scotland, allenatore di calcio e ex calciatore trinidadiano (Morvant, n. 1979)
- Jason de Vos, allenatore di calcio e ex calciatore canadese (London, n. 1974)
- Jason Withe, allenatore di calcio e ex calciatore inglese (Liverpool, n. 1971)

## Allenatori di football americano(1)
- Jason Tarver, allenatore di football americano statunitense (Stanford, n. 1974)

## Allenatori di hockey su ghiaccio(1)
- Jason Muzzatti, allenatore di hockey su ghiaccio e ex hockeista su ghiaccio canadese (Toronto, n. 1970)

## Allenatori di pallacanestro(1)
- Jason Kidd, allenatore di pallacanestro e ex cestista statunitense (San Francisco, n. 1973)

## Allenatori di tennis(1)
- Jason Stoltenberg, allenatore di tennis e ex tennista australiano (Narrabri, n. 1970)

## Aracnologi(1)
- Jason Bond, aracnologo e entomologo statunitense

## Armonicisti(1)
- Jason Ricci, armonicista e cantante statunitense (Portland, n. 1974)

## Artisti(1)
- Jason Rhoades, artista statunitense (Newcastle, n. 1965 - Los Angeles, † 2006)

## Artisti marziali misti(1)
- Jason Miller, artista marziale misto statunitense (Fayetteville, n. 1980)

## Atleti paralimpici(1)
- Jason Smyth, atleta paralimpico irlandese (Derry, n. 1987)

## Attori pornografici(2)
- Jason Branch, ex attore pornografico statunitense (Chicago, n. 1963)
- Jason Ridge, ex attore pornografico statunitense (Chicago, n. 1974)

## Autori di giochi(1)
- Jason Bulmahn, autore di giochi statunitense (Milwaukee, n. 1976)

## Autori di videogiochi(1)
- Jason Rubin, autore di videogiochi e fumettista statunitense (n. 1970)

## Bassisti(2)
- Jason Newsted, bassista e cantante statunitense (Battle Creek, n. 1963)
- Jason Scheff, bassista statunitense (San Diego, n. 1962)

## Batteristi(4)
- Jason Bittner, batterista statunitense (Niskayuna, n. 1970)
- Jason Bonham, batterista britannico (Dudley, n. 1966)
- Jason Cooper, batterista britannico (Londra, n. 1967)
- Jason Rullo, batterista statunitense (Hackensack, n. 1972)

## Cantanti(11)
- Jason Bieler, cantante, chitarrista e compositore statunitense
- Jason Aalon Butler, cantante e musicista statunitense (Inglewood, n. 1985)
- Jason Cruz, cantante statunitense (South Gate, n. 1974)
- Jason Donovan, cantante e attore australiano (Melbourne, n. 1968)
- Jason Dunn, cantante canadese (n. 1982)
- Jason Hsu, cantante e attore taiwanese (Taiwan, n. 1985)
- Jason Jones, cantante statunitense (Columbia, n. 1978)
- Jason McMaster, cantante statunitense (Austin, n. 1965)
- Jason Orange, cantante e ballerino britannico (Manchester, n. 1970)
- Timbuktu, cantante e rapper svedese (Lund, n. 1975)
- Jake Shears, cantante statunitense (Mesa, n. 1978)

## Cantautori(12)
- Jason Aldean, cantautore statunitense (Macon, n. 1977)
- Jason Castro, cantautore statunitense (Dallas, n. 1987)
- Jelly Roll, cantautore e rapper statunitense (Nashville, n. 1984)
- Jason Derulo, cantautore e ballerino statunitense (Miramar, n. 1989)
- Jason Isbell, cantautore e chitarrista statunitense (Greenhill, n. 1979)
- Jason Loewenstein, cantautore, polistrumentista e produttore discografico statunitense (Boston, n. 1971)
- Jason Lytle, cantautore e produttore discografico statunitense (Modesto, n. 1969)
- Jason Manns, cantautore statunitense (Bowling Green, n. 1980)
- Cone McCaslin, cantautore, bassista e produttore discografico canadese (Toronto, n. 1980)
- Jason Molina, cantautore statunitense (Lorain, n. 1973 - Indianapolis, † 2013)
- Jason Mraz, cantautore, musicista e polistrumentista statunitense (Mechanicsville, n. 1977)
- Papercuts, cantautore statunitense (San Francisco)

## Cestisti(46)
- Jason Boone, ex cestista statunitense (Sugar Loaf, n. 1985)
- Jason Burnell, cestista statunitense (DeLand, n. 1997)
- Jason Cadee, cestista australiano (Sydney, n. 1991)
- Jason Caffey, ex cestista statunitense (Tuscaloosa, n. 1973)
- Jason Cain, ex cestista statunitense (Filadelfia, n. 1985)
- Jason Calliste, cestista canadese (Scarborough, n. 1990)
- Jason Capel, ex cestista e allenatore di pallacanestro statunitense (Fayetteville, n. 1980)
- Jason Clark, cestista statunitense (Arlington, n. 1990)
- Jason Collier, cestista statunitense (Springfield, n. 1977 - Cumming, † 2005)
- Jason Collins, ex cestista statunitense (Northridge, n. 1978)
- Jason Detrick, ex cestista statunitense (Düsseldorf, n. 1980)
- Jason Dourisseau, ex cestista e allenatore di pallacanestro statunitense (Omaha, n. 1983)
- Jason Edwin, ex cestista americo-verginiano (Saint Thomas, n. 1981)
- Jason Ellis, ex cestista statunitense (Kent, n. 1982)
- Jason Fontenet, ex cestista statunitense (Phoenix, n. 1982)
- Jason Gardner, ex cestista e allenatore di pallacanestro statunitense (Indianapolis, n. 1980)
- Jason Hart, ex cestista e allenatore di pallacanestro statunitense (Los Angeles, n. 1978)
- Jason Jennings, ex cestista statunitense (Bald Knob, n. 1979)
- Jason Kapono, ex cestista statunitense (Long Beach, n. 1981)
- Jason Klein, ex cestista statunitense (Dearborn, n. 1976)
- J.R. Koch, ex cestista statunitense (Peoria, n. 1976)
- Jason Lawson, ex cestista statunitense (Filadelfia, n. 1974)
- Jason Love, ex cestista statunitense (Filadelfia, n. 1987)
- Jason Matthews, ex cestista statunitense (Los Angeles, n. 1969)
- Jason Maxiell, ex cestista statunitense (Chicago, n. 1983)
- Spencer McKay, ex cestista e allenatore di pallacanestro canadese (Oliver, n. 1968)
- Jason Miskiri, ex cestista guyanese (Georgetown, n. 1975)
- Jason Osborne, ex cestista statunitense (Louisville, n. 1974)
- Jason Parker, ex cestista statunitense (Oxford, n. 1981)
- Jason Perry-Murray, ex cestista statunitense (Harlem, n. 1994)
- Jason Preston, cestista statunitense (Orlando, n. 1999)
- Jason Rich, ex cestista statunitense (Pensacola, n. 1986)
- Jase Richardson, cestista statunitense (Berkeley, n. 2005)
- Jason Richardson, ex cestista statunitense (Saginaw, n. 1981)
- Jason Robinson, ex cestista statunitense (Tacoma, n. 1980)
- Jason Rowe, ex cestista statunitense (Buffalo, n. 1978)
- Jason Sasser, ex cestista e allenatore di pallacanestro statunitense (Denton, n. 1974)
- Jason Siggers, cestista statunitense (Dallas, n. 1985)
- Jason Smith, ex cestista statunitense (Greeley, n. 1986)
- Jason Smith, ex cestista australiano (Melbourne, n. 1974)
- Jason Terry, ex cestista e allenatore di pallacanestro statunitense (Seattle, n. 1977)
- Jason Thompson, ex cestista statunitense (Camden, n. 1986)
- Jason Washburn, cestista statunitense (Painesville, n. 1990)
- Jason Williams, ex cestista statunitense (Belle, n. 1975)
- Jason Williams, ex cestista statunitense (New Orleans, n. 1983)
- Jay Williams, ex cestista statunitense (Plainfield, n. 1981)

## Chitarristi(7)
- Jason Becker, chitarrista e musicista statunitense (Richmond, n. 1969)
- Jason Cropper, chitarrista statunitense (Oakland, n. 1971)
- Jason Everman, chitarrista e ex militare statunitense (Kodiak, n. 1967)
- J~Sin Trioxin, chitarrista, cantante e cantautore statunitense (New Jersey, n. 1979 - New York, † 2018)
- Jay Mehler, chitarrista e bassista statunitense (Filadelfia, n. 1971)
- Jason Truby, chitarrista statunitense (Arkansas, n. 1973)
- Jason White, chitarrista e bassista statunitense (Little Rock, n. 1973)

## Ciclisti su strada(4)
- Jason Christie, ciclista su strada neozelandese (Ashburton, n. 1990)
- Jason McCartney, ex ciclista su strada statunitense (Honolulu, n. 1973)
- Jason Osborne, ex ciclista su strada e canottiere tedesco (Magonza, n. 1994)
- Jason Tesson, ciclista su strada francese (Angers, n. 1998)

## Comici(1)
- Jason Gann, comico, attore e sceneggiatore australiano (Toowoomba, n. 1971)

## Compositori(2)
- Jason Robert Brown, compositore e paroliere statunitense (Ossining, n. 1970)
- Jason Derlatka, compositore statunitense (New York, n. 1972)

## Conduttori televisivi(2)
- Jason Acuña, conduttore televisivo e attore statunitense (Pisa, n. 1973)
- Jason Dawe, conduttore televisivo e giornalista britannico (Camelford, n. 1967)

## Criminali(1)
- Jason Derek Brown, criminale statunitense (Los Angeles, n. 1969)

## Culturisti(1)
- Jay Cutler, culturista e imprenditore statunitense (Sterling, n. 1973)

## Danzatori(2)
- Jason Gardiner, ballerino, coreografo e attore australiano (Melbourne, n. 1971)
- Jason Reilly, danzatore canadese (Toronto, n. 1980)

## Designer(1)
- Jason Castriota, designer statunitense (White Plains, n. 1974)

## Dirigenti sportivi(1)
- Jason Wilcox, dirigente sportivo e ex calciatore inglese (Farnworth, n. 1971)

## Disc jockey(2)
- Jason Mizell, disc jockey e produttore discografico statunitense (New York, n. 1965 - New York, † 2002)
- Jason Nevins, disc jockey e produttore discografico statunitense (New York, n. 1972)

## Discoboli(3)
- Jason Morgan, discobolo giamaicano (Kingston, n. 1982)
- Jason Tunks, discobolo canadese (London, n. 1975)
- Jason Young, discobolo statunitense (Dallas, n. 1981)

## Filosofi(1)
- Jason Brennan, filosofo e politologo statunitense (n. 1979)

## Fondisti(1)
- Jason Rüesch, fondista svizzero (Davos, n. 1994)

## Fumettisti(2)
- Jason Aaron, fumettista statunitense (Jasper, n. 1973)
- Jason Lutes, fumettista statunitense (n. 1967)

## Ginnasti(1)
- Jason Burnett, ginnasta canadese (Toronto, n. 1986)

## Giocatori di baseball(9)
- Jason Bay, ex giocatore di baseball canadese (Trail, n. 1978)
- Jason Castro, giocatore di baseball statunitense (Castro Valley, n. 1987)
- Jason Grilli, ex giocatore di baseball statunitense (Royal Oak, n. 1976)
- Jason Hammel, ex giocatore di baseball statunitense (Greenville, n. 1982)
- Jason Heyward, giocatore di baseball statunitense (Ridgewood, n. 1989)
- Jason Kipnis, giocatore di baseball statunitense (Northbrook, n. 1987)
- Jason Kubel, ex giocatore di baseball statunitense (Belle Fourche, n. 1982)
- Jason Marquis, giocatore di baseball statunitense (Manhasset, n. 1978)
- Jason Simontacchi, ex giocatore di baseball statunitense (Mountain View, n. 1973)

## Giocatori di calcio a 5(1)
- Jason Wells, ex giocatore di calcio a 5 australiano (n. 1971)

## Giocatori di football americano(43)
- Jason Aguemon, ex giocatore di football americano e ex bobbista francese (Parigi, n. 1992)
- Jay Alford, giocatore di football americano statunitense (Orange, n. 1983)
- Jason Allen, giocatore di football americano statunitense (Muscle Shoals, n. 1983)
- Jason Babin, ex giocatore di football americano statunitense (Kalamazoo, n. 1980)
- Jason Bofunda, giocatore di football americano francese (Montfermeil, n. 1998)
- Jay Bromley, giocatore di football americano statunitense (Jamaica, n. 1992)
- Jason Brown, ex giocatore di football americano statunitense (Henderson, n. 1983)
- Jason Buck, ex giocatore di football americano statunitense (Moses Lake, n. 1963)
- Jason Campbell, ex giocatore di football americano statunitense (Laurel, n. 1981)
- Jason Chikere, giocatore di football americano tedesco (n. 1998)
- Jason Davis, ex giocatore di football americano statunitense (St. Louis, n. 1983)
- Jason Elam, ex giocatore di football americano statunitense (Forth Walton Beach, n. 1970)
- Jason Garrett, ex giocatore di football americano e allenatore di football americano statunitense (Abington, n. 1966)
- Jason Hanson, ex giocatore di football americano statunitense (Spokane, n. 1970)
- Jason Hatcher, giocatore di football americano statunitense (Alexandria, n. 1982)
- Jason Hoffschneider, ex giocatore di football americano statunitense (n. 1983)
- Jason Horton, ex giocatore di football americano statunitense (Ahoskie, n. 1980)
- Jason Hunter, giocatore di football americano statunitense (Charlotte, n. 1983)
- Jason Huntley, giocatore di football americano statunitense (Toledo, n. 1998)
- Jason Jones, giocatore di football americano statunitense (Detroit, n. 1986)
- Jason Kelce, ex giocatore di football americano statunitense (Cleveland, n. 1987)
- Jason Kyle, ex giocatore di football americano statunitense (Tempe, n. 1972)
- Jason McEndoo, ex giocatore di football americano statunitense (n. 1975)
- Jason Medeiros, ex giocatore di football americano canadese (Hamilton, n. 1989)
- Jason Myers, giocatore di football americano statunitense (Chula Vista, n. 1991)
- Jason Peter, ex giocatore di football americano statunitense (Locust, n. 1974)
- Jason Peters, ex giocatore di football americano statunitense (Queen City, n. 1982)
- Jason Pierre-Paul, giocatore di football americano statunitense (Deerfield Beach, n. 1989)
- Jason Pinkston, giocatore di football americano statunitense (Pittsburgh, n. 1987)
- Jason Pinnock, giocatore di football americano statunitense (Windsor, n. 1999)
- Jake Plummer, ex giocatore di football americano statunitense (Boise, n. 1974)
- Jason Sanders, giocatore di football americano statunitense (Orange, n. 1995)
- Jason Smith, ex giocatore di football americano statunitense (Dallas, n. 1986)
- Jason Snelling, giocatore di football americano statunitense (Toms River, n. 1983)
- Jason Spitz, giocatore di football americano statunitense (Boardman, n. 1982)
- Jason Spriggs, giocatore di football americano statunitense (Elkhart, n. 1994)
- Jason Strowbridge, giocatore di football americano statunitense (n. 1996)
- Jason Taylor II, giocatore di football americano statunitense (Oklahoma City, n. 1999)
- Jason Taylor, ex giocatore di football americano statunitense (Pittsburgh, n. 1974)
- Jason Tillery, ex giocatore di football americano e allenatore di football americano statunitense
- Jason Verrett, giocatore di football americano statunitense (Fairfield, n. 1991)
- Jason White, ex giocatore di football americano statunitense (n. 1980)
- Jason Worilds, ex giocatore di football americano statunitense (Rahway, n. 1988)

## Giocatori di poker(1)
- Jason Mercier, giocatore di poker statunitense (Fort Lauderdale, n. 1986)

## Giocatori di snooker(1)
- Jason Ferguson, giocatore di snooker inglese (Mansfield, n. 1969)

## Giornalisti(1)
- Jason Schreier, giornalista statunitense (n. 1987)

## Golfisti(2)
- Jason Day, golfista australiano (Beaudesert, n. 1987)
- Jason Dufner, golfista statunitense (Cleveland, n. 1977)

## Hockeisti su ghiaccio(12)
- Jason Arnott, ex hockeista su ghiaccio canadese (Collingwood, n. 1974)
- Jason Chimera, hockeista su ghiaccio canadese (Edmonton, n. 1979)
- Jason Cirone, hockeista su ghiaccio, allenatore di hockey su ghiaccio e dirigente sportivo canadese (Toronto, n. 1971 - Toronto, † 2024)
- Jason Demers, hockeista su ghiaccio canadese (Dorval, n. 1988)
- Jason Lepine, ex hockeista su ghiaccio canadese (Cornwall, n. 1985)
- Jason Pitton, ex hockeista su ghiaccio canadese (Brampton, n. 1986)
- Jason Pominville, hockeista su ghiaccio statunitense (Repentigny, n. 1982)
- Jason Seed, hockeista su ghiaccio canadese (Ottawa, n. 1992)
- Jason Spezza, hockeista su ghiaccio canadese (Mississauga, n. 1983)
- Jason Ulmer, ex hockeista su ghiaccio canadese (Wilcox, n. 1978)
- Jason Wiemer, ex hockeista su ghiaccio canadese (Kilberley, n. 1976)
- Jason Williams, ex hockeista su ghiaccio canadese (London, n. 1980)

## Imprenditori(3)
- Jason Calacanis, imprenditore statunitense (New York, n. 1970)
- Jason Gould, imprenditore statunitense (Roxbury, n. 1836 - New York, † 1892)
- Jason Palmer, imprenditore e politico statunitense (Aberdeen Proving Ground, n. 1971)

## Informatici(1)
- Jason Citron, informatico, programmatore e imprenditore statunitense (San Francisco, n. 1984)

## Mafiosi(1)
- Jason Moran, mafioso australiano (Melbourne, n. 1967 - † 2003)

## Modelli(2)
- Rusty Joiner, supermodello e attore statunitense (Montgomery, n. 1972)
- Jason Shaw, supermodello e attore statunitense (Chicago, n. 1973)

## Musicisti(3)
- Jason Kay, musicista e cantante britannico (Stretford, n. 1969)
- Jason Lader, musicista, produttore discografico e tecnico del suono statunitense (Los Angeles, n. 1979)
- Jason William Walton, musicista statunitense (Bozeman, n. 1975)

## Nuotatori(2)
- Jason Dunford, ex nuotatore keniota (Nairobi, n. 1986)
- Jason Lezak, ex nuotatore statunitense (Irvine, n. 1975)

## Ostacolisti(2)
- Jason Joseph, ostacolista svizzero (Basilea, n. 1998)
- Jason Richardson, ostacolista statunitense (Houston, n. 1986)

## Pallavolisti(1)
- Jason DeRocco, pallavolista canadese (Winnipeg, n. 1989)

## Pattinatori artistici su ghiaccio(1)
- Jason Brown, pattinatore artistico su ghiaccio statunitense (Los Angeles, n. 1994)

## Personaggi televisivi(1)
- Jason Hawes, personaggio televisivo statunitense (Canandaigua, n. 1971)

## Pianisti(2)
- Chilly Gonzales, pianista canadese (Montréal, n. 1972)
- Jason Moran, pianista e compositore statunitense (Houston, n. 1975)

## Piloti automobilistici(1)
- Jason Watt, pilota automobilistico danese (n. 1970)

## Piloti motociclistici(3)
- Jason Di Salvo, pilota motociclistico statunitense (Batavia, n. 1984)
- Jason Dupasquier, pilota motociclistico svizzero (Bulle, n. 2001 - Firenze, † 2021)
- Jason Vincent, pilota motociclistico britannico (Earl Shilton, n. 1972)

## Pistard(2)
- Jason Kenny, pistard britannico (Bolton, n. 1988)
- Jason Queally, ex pistard britannico (n. 1970)

## Polistrumentisti(2)
- Jason Freese, polistrumentista statunitense (Orange County, n. 1975)
- Jason Pierce, polistrumentista, cantautore e compositore britannico (Rugby, n. 1965)

## Politici(5)
- Jason Altmire, politico statunitense (Kittanning, n. 1968)
- Jason Chaffetz, politico statunitense (Los Gatos, n. 1967)
- Jason Crow, politico e avvocato statunitense (Madison, n. 1979)
- Jason Lewis, politico statunitense (Waterloo, n. 1955)
- Jason Smith, politico statunitense (Saint Louis, n. 1980)

## Produttori cinematografici(1)
- Jason Blum, produttore cinematografico statunitense (Los Angeles, n. 1969)

## Produttori discografici(3)
- Wookie, produttore discografico e disc jockey britannico (Londra)
- Nosaj Thing, produttore discografico e musicista statunitense (Los Angeles, n. 1985)
- Jason Suecof, produttore discografico, chitarrista e paroliere statunitense (Los Angeles, n. 1980)

## Produttori televisivi(2)
- Jason Burns, produttore televisivo statunitense
- Jason Rothenberg, produttore televisivo e sceneggiatore statunitense (Detroit, n. 1967)

## Pugili(1)
- Jason Pagara, pugile filippino (Cagayan de Oro, n. 1992)

## Rapper(7)
- Kardinal Offishall, rapper canadese (Scarborough, n. 1976)
- Inspectah Deck, rapper e produttore discografico statunitense (New York, n. 1970)
- AMG, rapper statunitense (Inglewood, n. 1970)
- IDK, rapper e cantautore britannico (Londra, n. 1992)
- Propaganda, rapper statunitense (Los Angeles, n. 1979)
- Jadakiss, rapper statunitense (Yonkers, n. 1975)
- Planet Asia, rapper statunitense (Fresno, n. 1976)

## Registi(7)
- Jason Buxton, regista canadese (New York)
- Jason Eisener, regista, sceneggiatore e montatore canadese
- Jason Friedberg, regista, sceneggiatore e produttore cinematografico statunitense (Newark, n. 1971)
- Jason Moore, regista statunitense (Fayetteville, n. 1970)
- Jason Reitman, regista, sceneggiatore e produttore cinematografico canadese (Montréal, n. 1977)
- Jason Winer, regista, sceneggiatore e attore statunitense (Baltimora, n. 1972)
- Jason Woliner, regista, sceneggiatore e attore statunitense (New York, n. 1980)

## Rugbisti a 13(1)
- Jason Robinson, rugbista a 13, rugbista a 15 e allenatore di rugby a 15 britannico (Leeds, n. 1974)

## Rugbisti a 15(5)
- Jason Hewett, ex rugbista a 15, allenatore di rugby a 15 e imprenditore neozelandese (Clyde, n. 1968)
- Jason Hobson, rugbista a 15 britannico (Swansea, n. 1983)
- Jason Leonard, ex rugbista a 15 britannico (Dagenham, n. 1968)
- Jason Little, ex rugbista a 15 australiano (Toowomba, n. 1970)
- Jason White, ex rugbista a 15 britannico (Edimburgo, n. 1978)

## Saltatori con gli sci(1)
- Jason Colby, saltatore con gli sci statunitense (n. 2006)

## Sceneggiatori(1)
- Jason Katims, sceneggiatore, produttore televisivo e drammaturgo statunitense (Brooklyn, n. 1960)

## Schermidori(2)
- Jason Pryor, schermidore statunitense (Cleveland, n. 1987)
- Jason Rogers, schermidore statunitense (Houston, n. 1983)

## Sciatori alpini(2)
- Jason Gasperoni, ex sciatore alpino sammarinese (n. 1973)
- Jason Rosener, ex sciatore alpino statunitense (Omaha, n. 1975)

## Sciatori nordici(1)
- Jason Lamy-Chappuis, ex sciatore nordico francese (Missoula, n. 1986)

## Scrittori(1)
- Jason Reynolds, scrittore e poeta statunitense (Washington, n. 1983)

## Scultori(1)
- Jason deCaires Taylor, scultore britannico (Dover, n. 1974)

## Stilisti(1)
- Jason Wu, stilista taiwanese (Contea di Yunlin, n. 1982)

## Storici(2)
- Jason BeDuhn, storico e biblista statunitense (Filadelfia, n. 1963)
- Jason Goodwin, storico e scrittore britannico (n. 1964)

## Tennisti(3)
- Jason Jung, tennista statunitense (Torrance, n. 1989)
- Jason Kubler, tennista australiano (Brisbane, n. 1993)
- Jason Weir-Smith, ex tennista sudafricano (Johannesburg, n. 1975)

## Tiratori a segno(1)
- Jason Turner, tiratore a segno statunitense (Rochester, n. 1975)

## Velisti(1)
- Jason Waterhouse, velista australiano (n. 1991)

## Velocisti(5)
- Jason Gardener, ex velocista britannico (Bath, n. 1975)
- Jason Grimes, ex velocista e lunghista statunitense (n. 1959)
- Jason Livingston, ex velocista britannico (Croydon, n. 1971)
- Jason Rogers, velocista nevisiano (Sandy Point Town, n. 1991)
- Jason Rouser, ex velocista statunitense (Tucson, n. 1970)

## Wrestler(2)
- Jason Light, wrestler statunitense (Jacksonville)
- Primate, wrestler inglese (Newcastle upon Tyne, n. 1984)